# Przełęcz Toporzecka
Przełęcz Toporzecka (słow. Toporecké sedlo, 802 m) – przełęcz na Słowacji, we wschodniej części grani głównej Magury Spiskiej. Znajduje się pomiędzy szczytami Jawor (Javor, ok. 970 m) i Kamieniarka (Kameniarka, 935 m). Jest jedną z dwóch tylko przełęczy w głównej grani Magury Spiskiej, przez które prowadzi droga przejezdna dla samochodów osobowych (drugą jest Przełęcz Magurska 949 m). Przez Toporzecką Przełęcz prowadzi tylko lokalna droga z Haligowców do Podolińca.
Na północnych stokach Toporzeckiej Przełęczy ma źródła Lesniansky potok (dopływ potoku Lipnik w zlewni Dunajca), na południowych Toporský potok (dopływ Popradu). W rejonie przełęczy, na jej południowych stokach należących do miejscowości Toporec znajduje się niewielka polana, ławy dla turystów, tabliczki szlaków turystycznych i łemkowski krzyż.

## Szlaki turystyczne
niebieski: Przełęcz Magurska – Jawor – Przełęcz Toporzecka – Kamieniarka – Riňava – Plontana – Sovia poľana – Drużbaki Wyżne. 4.30 h
 rowerowy: Haligowce – Wielka Leśna – Przełęcz Toporzecka – Toporec

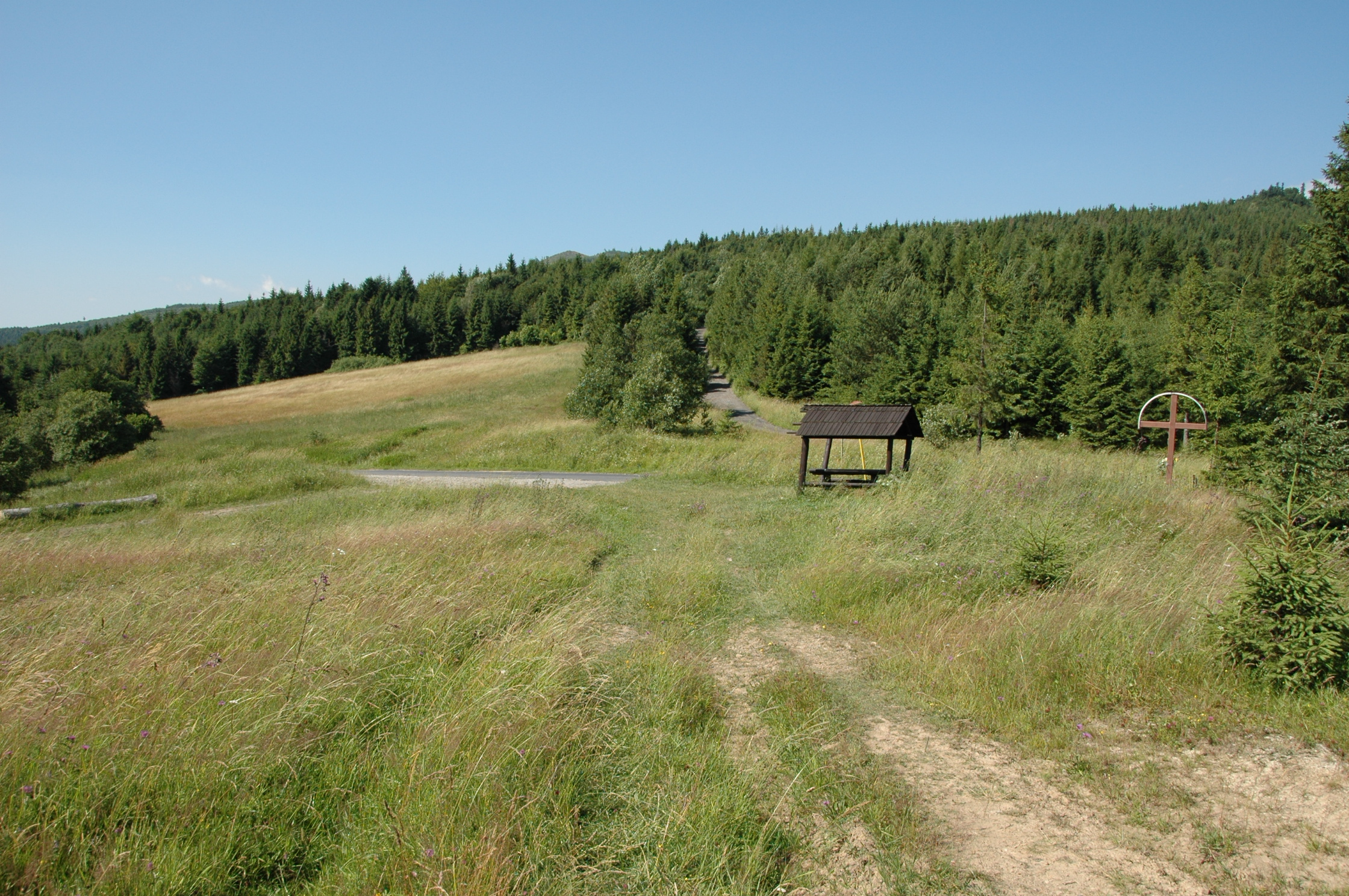
Polana na Toporzeckiej Przełęczy